# Didije Julijan
Marcus Didius Severus Julianus (Milano, 30. siječnja 133.  - Rim, 2. lipnja 193.), od 28. ožujka 193. do svoje smrti bio je rimski car. 

## Raniji život
Didije Julijan je rođen 133 godine u rimskoj plemićkoj porodici konzulskog ranga koja je u prvoj godini tri cara dala Otona. Djetinjstvo kao i svi drugi carevi prvo i drugog stoljeća koji dolaze na vlast nakon nasilne smrti prethodnika provodi na carskom dvoru. Svojoj prvi posao u državnoj službi Julijan će dobiti uz pomoć majke cara Marka Aurelija. Vjerojatno 152 godine on se ženi s Aemilijom Clarom iz patricijske porodice Manlia koja će sljedeću godinu roditi njihovu jedinu kćer. 
Zahvaljujući porodičnim vezama i vlastitoj sposobnosti Julijan se veoma brzo uzdiže u državnoj službi tako da prije smrti cara Marka Aurelija i svoje 48 godine on je već bio 3 puta guverner različitih provincija i dvaput konzul (175 i 179 godine). Njegov zadnji državni posao prije ubojstva careva Komoda i Pertinaksa je bio zapovjednik vatrogasaca grada Rima.

## Kupovina Carstva
Ubojstvo Pertinaksa od strane pretorijanaca je šokiralo i grad Rim i Carstvo. U panici zbog ubojstva drugog cara u manje od četiri mjeseca veliki broj senatora i plemića je napustio grad kako bi onemogućili pokušaj da baš oni postanu novi carevi. Ta situacija je iznenadila pretorijance kojima su pokušaji da "pronađu" novog cara neočekivano propali. U toj situaciji oni se odlučuju na prodaju Carstva osobi koja ponudi najviše novca. Kako se kod njih već nalazio gradski perfekt i otac Pertinaksove žene Sulpicianus koji je tamo došao po naređenju sada pokojnog cara u pokušaju da ih smiri pretorijanci su samo čekali drugog natjecatelja koji je uskoro došao u liku Didije Julijana kojeg su na kraju i izabrali u strahu da bi Sulpicianus mogao osvetiti muža svoje kćeri.
Taj izbor Didije Julijan je platio obećanjem da će svakom pretorijancu dati 25,000 sestercija. U stvarnosti zadnja ponuda Sulpicianus-a je bila 20,000 ali mu nije bilo dopušteno dati ponudu od 30,000

## Car
Prvi potez novog cara je bio da sebi da pojačanu vojnu zaštitu. Da li je to bilo u strahu od ubojstva ili reakcije naroda kada se otkrije da je kupio Carstvo danas se više ne može si sigurnošću utvrditi. Dok je tako pod vojnom zaštitom išao po ulici prema carskoj palači u oštroj suprotnosti s rimskom tradicijom narod mu nije davao čestitke ili vikao najbolje želje nego prokletstva zbog načina na koji je postao car. Na natjecanjima u Circus Maximus narod je javno pred carem pozivao generala Niger-a do dođe iz istočnih provincija kako bi spasio Carstvo.
U takvoj situaciji sva tri glavna rimska generala (Albin, Niger i Sever) se bune i proglašavaju sebe osvetnicima dobrog cara Pertinaksa. Kao da to nije bio dovoljno veliki problem novom caru i pretorijanci su postali nezadovoljni kada su uvidjeli da Julijan ne može isplatiti obećani novac. Bez obzira na sve to car odlučuje da okupi senat kako bi generala Severa koji mu je sa svojom vojskom najbliži proglasio državnim neprijateljem, a ujedno je izdao naređenje da se pretorijanci i ostali vojnici na području Italije mobiliziraju i pripreme za borbu. 
Ta nada za borbu Didije Julijana je ipak ubrzo bila uništena kada je postalo očito da se nitko ne želi za njega žrtvovati. U očaju zbog svoje situacije nekoliko dan a prije ubojstva on saziva senat kako bi od njega zatražio da postane pregovarač u dogovoru oko svoje abdikacije u korist Severa, ali jedini rezultat postaje glasovanje kojim će senat proglasiti Sever-a novim carem. Tijekom sljedeće noći Didije Julijan je ubijen od strane vojnika poslanog od novog cara.

## Posljedice
Proglašavanje Didije Julijana rimskim carem i njegova smrt ostavljaju strahovite posljedice po Rimsko Carstvo. August i svi njegovi nasljednici posvećivali veliki pažnju kontroli vojske koja je bila smatrana jedinim faktorom koji trajno može uništiti državu. U dugogodišnjim građanskom ratu koji će uslijediti pobjednik će postati Septimije Sever koji će državnu vlast premjestiti iz palače u glavni vojni stožer čime počinje kraj principata stvorenog od Augusta.

### Ostali projekti
|  | Zajednički poslužitelj ima još gradiva o temi Didije Julijan |